# Wacher sein und tiefer träumen
Wacher sein und tiefer träumen ist ein Diplomfilm der Hochschule für Film und Fernsehen der DDR des Kameramanns Phi Tien Son aus dem Jahr 1985.

## Inhalt
Der Film beginnt damit, dass sich zwei Künstler am Kaffeetisch der Kamera vorstellen. Seit zehn Jahren leben der Metallgestalter Christian Roehl und die Keramikerin Alice Bahra in Potsdam zusammen. Sie arbeitet auf dem Grundstück, wo sich auch ihre gemeinsame Wohnung befindet, und beschäftigt sich zurzeit mit einer Spielplastik für die Stadt Cottbus. Er hat seine Werkstatt, etwa fünf Kilometer entfernt, auf dem Gelände des Südwestkirchhofs Stahnsdorf und arbeitet gerade, zusammen mit der Industrie, an einer großen Stahlplastik für die Stadt Frankfurt (Oder), die über fünf Meter hoch werden soll. Zusätzlich bereiten beide eine gemeinsame Ausstellung für das Jahresende 1984 vor. 
Nun sitzt Frau Bahra an ihrer Töpferscheibe und erzählt, dass sie eigentlich Malerin werden wollte, jedoch dieser Beruf so viel Hingabe erfordert, dass er keinen Platz mehr für die Familie lassen würde. In ihrem jetzigen Beruf kann sie sich mit den kleinen Dingen des Lebens beschäftigen, indem sie zum Beispiel Geschirr herstellt, mit dem sie den späteren Benutzer berühren möchte. Nachdem sie einen Überblick über verschiedene positive und negative Produkte ihres Schaffens gab, zeigt sie ihren selbstgebauten Freibrandofen, mit dem sie besondere Brennergebnisse erzielen kann.
Auch Herr Roehl erzählt vom Anfang seines Wegs zum Künstler. Bereits in seiner Berufsausbildung zum Bauschlosser war er am Eisen und Feuer interessiert. Nach der Lehre fing er bei Professor Fritz Kühn, dem führenden Metallgestalter der DDR, an zu arbeiten und wirkte dort an vielen interessanten Aufgaben mit, bei denen sich sein späteres Berufsbild präzisierte. Er meint, man müsse das Material Eisen lieben, mit dem die Menschheit schon fast ihr ganzes Leben umgegangen ist, leider nicht immer zum Segen. Da auch Christian Roehl eng der Natur verbunden ist, schafft er 1974 eine Edelstahlplastik zum 100. Geburtstag des Gartengestalters Karl Foerster, auf der dessen Spruch „Wer Träume verwirklichen will, muss wacher sein und tiefer träumen als andere“ verewigt ist und der zum Teil auch den Titel dieses Films bildet.   
Im weiteren Verlauf wird Herr Roehl gezeigt, wie er mit Arbeitern einer Staßfurter Metallgießerei über die Fertigstellung seiner aktuellen Plastik diskutiert und wie sie einen gemeinsamen Weg finden. Wieder zurück auf seinem Werkstattgelände gibt es einen Schwenk der Kamera über einige, von ihm geschaffene Plastiken, bis sie an einem Kubus verweilt. Hier erklärt er, dass er mit diesem Stück Landschaft, als welche er den Kubus bezeichnet, zeigen will, was passiert, wenn die Menschheit nicht sehr wachsam ist. Frau Bahra sitzt an der Töpferscheibe und spricht aus dem Off ein Gedicht der chilenischen Dichterin Gabriela Mistral, in dem diese den Töpfern erklärt, was sie alles beim Formen eines Kruges beachten sollten.
Es folgen einige Aufnahmen, in denen beide zeigen, was sie sich gegenseitig im letzten Jahr zum Weihnachtsfest schenkten. Bedingung war, dass das Geschenk in eine Streichholzschachtel passen musste. Das hatte den Vorteil, dass der selbstgeschaffene Inhalt, auf Grund der räumlichen Begrenzung, konzentrierter wurde. Weiter geht es mit Äußerungen über die Liebe und das Zusammenleben, bis der Film auf einem Feld gegenüber der Schmiede endet, auf dem nun der bereits erwähnte Kubus steht und auf dem getrommelt wird. 

## Produktion und Veröffentlichung
Für die Dramaturgie war Angelika Mieth verantwortlich. Der Regisseur des Films Karl Farber war auch der Mentor für den vietnamesischen Kameramann Phi Tien Son, für den dieser Film die Diplomarbeit an der Hochschule bedeutete.
Die erste nachweisbare Aufführung des auf ORWO-Color gedrehten Films fand im Januar 1985 in der Akademie der Künste der DDR in Berlin statt. Die erste Ausstrahlung im 1. Programm des Fernsehens der DDR erfolgte am 25. März 1985.

## Kritik
R. Köhler schrieb in der Neuen Zeit vom 30. Januar 1985, dass die Kameraführung von Phi Tien Son sich durch große Sicherheit auszeichnete. Er betonte auch, dass in dem klug gebauten Szenarium Tamara Trampes nicht nur die Arbeit, sondern auch das familiäre Zusammenleben ausreichend zur Sprache kam.